# Nikolaus Joseph von Jacquin
Nikolaus Joseph von Jacquin [žakén] (16. únor 1727 Leiden – 26. říjen 1817 Vídeň) byl francouzsko-rakouský botanik, narozený v Nizozemí. Jeho botanická zkratka je Jacq.

## Život
Narodil se v nizozemském Leidenu ve francouzské katolické rodině a navštěvoval katolické vzdělávací instituce, jako byla jezuitská kolej v Antverpách a katolická univerzita v Lovani. Vystudoval též lékařství a botaniku na univerzitě v Leidenu, kde ho vedl Adriaan van Royen, zastánce Linnéovy nomenklatury. S Linném si později Jacquin hojně dopisoval a užíval jeho binomický systém ve svých knihách. V letech 1750–1752 studoval medicínu též na pařížské Sorbonně, kde se setkával s botanikem Jussieuem, ale nakonec přešel (na doporučení přítele a osobního lékaře císařovny Marie Terezie Gerarda van Swietena) na univerzitu vídeňskou.
Zde dostal jedinečnou nabídku – zúčastnit se čtyřleté botanické expedice do Karibiku, která měla doplnit sbírky rostlin v zahradě císařského zámku Schönbrunnu. Expedice vyplula roku 1755. Sbírala květenu na Martiniku, v Grenadě, na Arubě, ve Venezuele, v Kolumbii, na Haiti, Jamajce i na Kubě. Do Vídně se vrátila roku 1759 a Jacquinovi zajistila proslulost. Ač měl nabídku profesorského místa z Innsbrucku a Petrohradu, nakonec roku 1763 přijal profesuru chemie a hutnictví na Báňské a hornické akademii ve slovenské Banské Štiavnici. Na Slovensku působil šest let. Poté se vrátil do Vídně, kde se stal profesorem chemie a botaniky na Vídeňské univerzitě a také ředitelem císařské zahrady v Schrönbrunnu. Zde byl také povýšen do šlechtického stavu a jeho syn Joseph Franz von Jacquin (1766-1839) vystudoval také lékařství a chemii a převzal po otci správu schönbrunnské zahrady.

## Dílo
Jeho klíčovými spisy jsou:
- Enumeratio systematica plantarum, quas in insulis Caribaeis vicinaque Americes continente detexit novas, aut jam cognitas emendavit (Soustavný seznam rostlin, jež na karibských ostrovech a sousedním americkém kontinentu objevil nebo opravil...) z roku 1760
- Selectarum stirpium americanarum historia (Popis vybraných amerických rostlin, 1763 s 183 tab., 2. vyd. 1780 s 264 tab.)

Další spisy:
- Observationes botanicae (Botanická pozorování, 1764--71 se 100 tab.);
- Flora austriaca (Květena Rakouska,1773-78, 5 sv. s 450 tab.);
- Hortus botanicus Vindobonensis (Vídeňská botanická zahrada,1770-76, 5 sv. s 300 tab.);
- Icones plantarum rariorum (Obrazy vzácnějších rostlin, 1781-95, 3 sv. s 648 tab.);
- Collectanea austriaca ad botanicam etc. (Rakouské botanické sběry, 1786-96, 5 sv. se 116 tab.);
- Stapeliarum in hortis Vindobonensibus cultarum descriptiones (Popis stapelií, pěstovaných ve vídeňských zahradách, 1806 s 64 tab.);
- Plantarum rariorum horti caesarei Schoenbrunnensis descriptiones et icones (Popis vzácnějších rostlin císařské zahrady s obrazy, 1797-1804, 4 sv. s 500 tab.);
- Fragmenta botanica (1809 s 138 tab.)[1]

Popsal přes 3000 nových druhů rostlin, například Androsace sempervivoides, Anthemis austriaca, Astragalus austriacus, Bryonia dioica, Campanula alpina, Campanula carpatica, Doronicum austriacum, Hieracium villosum, Loranthus europaeus, Meum athamanticum, Orchis palustris, Polygala major, Potentilla clusiana, Rhamnus saxatilis, Scopolia carniolica, Scorzonera parviflora, Viola alpina, Zinnia elegans aj.